# Schwermaschinenbau S.M. Kirow Leipzig
«VEB Schwermaschinenbau S.M. Kirow Leipzig» (по-русски завод тяжёлого машиностроения имени С. М. Кирова в Лейпциге) — народное предприятие ГДР, производившее подъёмное оборудование для железных дорог и другую продукцию. Основано в 1880 году как компания Unruh & Liebig AG.
В процессе объединения Германии, в 1994 году, «Опекунский Совет ФРГ по собственности бывшей ГДР» передал предприятие в частные руки семейной компании — немецкому железнодорожному гиганту, компании KOEHNE.
В настоящее время наследником предприятия является частная компания Kirow, входящая в холдинг Kranunion, производящая краны на железнодорожном ходу под маркой KRC, а также занимается ремонтом и восстановлением старых «EDK», собранных под торговой маркой VVB TAKRAF и поставкой запчастей к ним.

## История

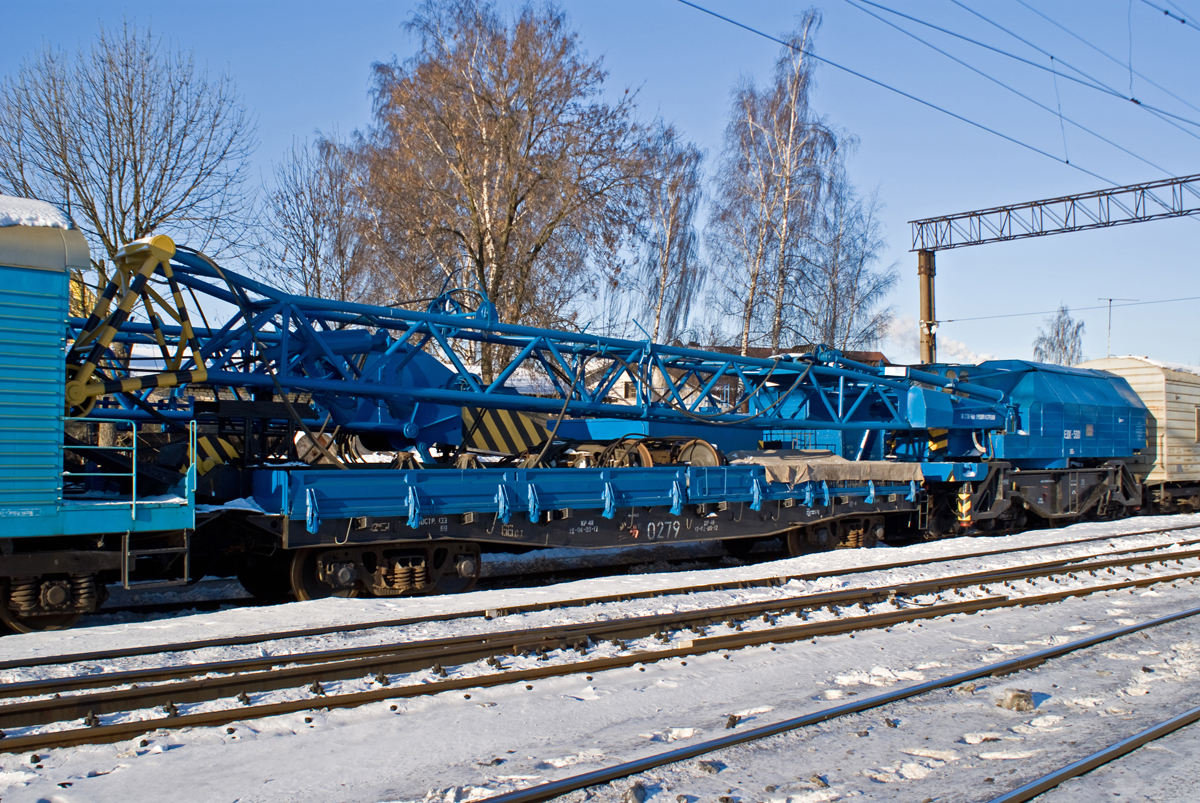
Железнодорожный кран EDK 500

В 1945 году заканчилась Вторая мировая война. Красная Армия оккупирует Восточную Германию. С самого окончания войны и по 1954 год завод являлся собственностью СССР, работая в качестве советского акционерного общества (Sowjetische Aktiengesellschaft, SAG-Betrieb).
В 1954 году, в связи с образованием государства ГДР, руководством советской военной администрации (СВАГ) завод был передан Народному предприятию (VEB) Schwermaschinenbau S.M. Kirow Leipzig (Народное предприятие «Завод тяжёлого машиностроения им. С. М. Кирова»).
В 1970-х годах завод входил в Объединение народных предприятий (VVB) TAKRAF. Помимо стреловых кранов на железнодорожном ходу, предприятию был поручен, согласно производственной программе, выпуск стреловых кранов на самоходных шасси (на пневмоколёсном ходу) под маркой MDK, а также башенных кранов.

## Продукция
Всего за свою историю в составе VVB TAKRAF заводом им. Кирова произведено более 5000 кранов EDK.

### Железнодорожные краны
Производство кранов на железнодорожном ходу велось под маркой «EDK» (нем. Eisenbahn Dreh Krane — железнодорожный поворотный кран).

#### Базовые модели кранов «EDK»
- серия EDK 6
- серия EDK 10
- серия EDK 25
- серия EDK 50
- серия EDK 80
- серия EDK 300
- серия EDK 500
- серия EDK 750
- серия EDK 900
- серия EDK 1000
- серия EDK 2000

#### Модификации кранов «EDK»
- серия EDK 80/1
- серия EDK 80/2
- серия EDK 80/3
- серия EDK 300/1
- серия EDK 300/2
- серия EDK 300/3
- серия EDK 300/5
- серия EDK 500/1
- серия EDK 1000/1
- серия EDK 1000/2
- серия EDK 1000/3
- серия EDK 1000/4

### Краны «MDK»
Краны на самоходных шасси (на пневмоколёсном ходу) под маркой «MDK».

### Башенные краны
Башенные краны под маркой TAKRAF.